# Aljaksandr Martynowitsch
Aljaksandr Uladsimirawitsch Martynowitsch (belarussisch Аляксандр Уладзіміравіч Мартыновіч, russisch Александр Владимирович Мартынович Alexandr Wladimirowitsch Martynowitsch; * 26. August 1987 in Minsk) ist ein belarussischer Fußballspieler.

## Karriere

### Verein
Der Abwehrspieler begann seine Karriere 2006 beim FK Dinamo Minsk. 2010 wurde Martynowitsch vom damaligen russischen Zweitligisten FK Krasnodar verpflichtet. Mit Krasnodar ist er 2010 in die Premjer-Liga aufgestiegen. In der Saison 2015/16 war der Belarusse an Ural Jekaterinburg verliehen.

### Nationalmannschaft
Sein Debüt für Belarus gab er am 18. November 2009 im Spiel gegen Montenegro. Seine beiden Tore für die belarussische A-Nationalmannschaft erzielte Martynowitsch beim 4:0-Sieg im Freundschaftsspiel gegen Oman am 17. November 2010.